# Andrew T. Smith
Andrew Thomas Smith (* 14. März 1946) ist ein amerikanischer Zoologe. Er ist emeritierter Professor an der School of Life Sciences der Arizona State University in Tempe, Arizona, und seit 2008 Gastprofessor an der Beijing Normal University in Peking, VR China.

## Leben
Andrew T. Smith absolvierte seinen Bachelor of Arts 1968 an der University of California in Berkeley. Er ging danach bis 1972 an die University of California in Los Angeles als Teaching Associate und wurde hier 1973 promoviert. Sein Dissertationsthema trug den Titel The distribution and dispersal of pikas (Ochotona princeps). Anschließend ging er für ein Jahr an die University of Alberta und war danach an der University of Miami in Coral Gables von 1974 bis 1978 Assistant Professor und von 1978 bis 1980 Adjunct Assistant Professor. Seit 1978 arbeitet er an der Arizona State University, wobei er von 1978 bis 1983 Assistant Professor, danach bis 1991 Associate Professor und seit 1991 Professor ist. 1994 absolvierte Smith ein Forschungsjahr bei der International Union for Conservation of Nature and Natural Resources (IUCN) in Gland in der Schweiz, ein weiteres Forschungsjahr verbrachte er 2001 an der University of Sydney, Australien. Von 2006 bis 2009 war er Associate Director der Arizona State University und seit 2008 ist er Gastprofessor an der Beijing Normal University in Peking, VR China. Von 1991 bis 2020 leitete er das Expertenteam für Hasenartige (Lagomorph Specialist Group) der IUCN Species Survival Commission.
Smith ist Feldforscher und beschäftigt sich vor allem mit der Erforschung von Populationen und soziologischen Strukturen bei Säugetieren, vor allem bei Pfeifhasen und anderen Kleinsäugern. Darüber hinaus konzentriert er sich auf ökologische und zahlreiche weitere Faktoren der betrachteten Populationen und setzt seine Erkenntnisse im angewandten Artenschutz ein. Smith ist Autor zahlreicher Fachbeiträge und Mitglied der American Society of Mammalogists, der Animal Behavior Society, der Ecological Society of America und der Society for Conservation Biology.

## Bibliographie
Neben zahlreichen Fachbeiträgen in diversen Fachzeitschriften und mehreren Beiträgen der Mammalian Species ist Smith Haupt- oder Mitautor der folgenden Bücher:
- A.T. Smith, und Y. Xie: A Guide to the Mammals of China. Hunan Education Publishing House, Changsha, Hunan, China 2009; auf Chinesisch.
- A.T. Smith (wissenschaftlicher Herausgeber): Lagomorphs. [Englische Übersetzung russischer Texte von V. E. Sokolov, E. Yu. Ivanitskaya, V. V. Gruzdev und V. G. Heptner. 1994. Lagomorphs. Nauka: Moscow]. Smithsonian Institution Libraries, Washington D.C. 2009.
- A.T. Smith, und Y. Xie: A Guide to the Mammals of China. Princeton University Press, Princeton 2008.
- J. McNeely, T. M. McCarthy, A. T. Smith, L. Olsvig-Whittaker und E. D. Wikramanayake (Hrsg.): Conservation Biology in Asia. Society for Conservation Biology, Asian Section and Resources Himalaya Foundation: Kathmandu, Nepal, 2006.